# Boudewijnskerke
Koordinaten: 51° 31′ N, 3° 28′ O

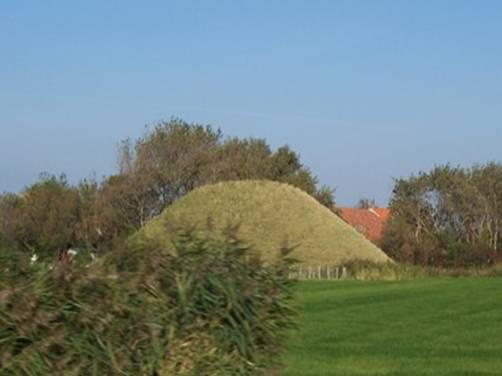
Der Vliedberg

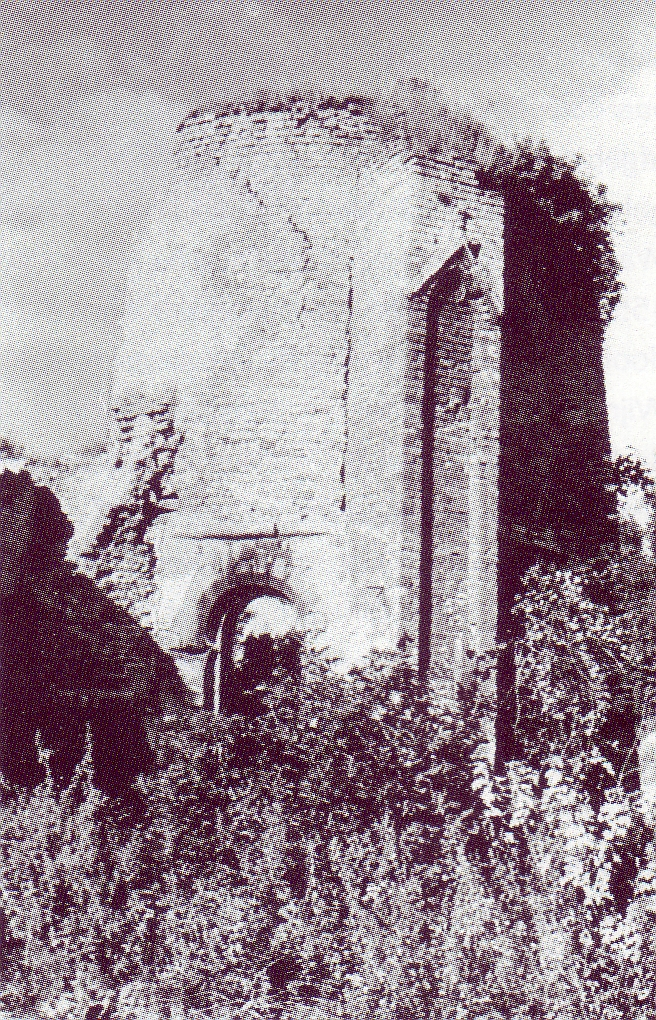
Die Kirchenruine 1870

Boudewijnskerke  (seeländisch Buiskerke) ist eine Bauerschaft in der heutigen Gemeinde Veere in der niederländischen Provinz Zeeland. Sie befindet sich zwischen Westkapelle und Zoutelande auf Walcheren.
Boudewijnskerke wurde als selbstständige Pfarrei um 1235 von St. Willibrord in Westkapelle abgepfarrt. Die dem heiligen Nikolaus geweihte gotische Pfarrkirche Sint Maarten wurde im Zuge des Achtzigjährigen Krieges um 1574 verwüstet und nicht wiederhergestellt. Die Gläubigen des Ortes wurden nach der Reformation im benachbarten Zoutelande in der Parochie der Catharinakerk eingepfarrt. Große Teile des Baumaterials der Kirche von Boudewijnskerke fanden Verwendung bei der Wiederherstellung des Forts Rammekens. Der Kirchturm wurde zunächst als Leuchtfeuer für die Schifffahrt hergerichtet. Er wurde kurz nach 1871 niedergelegt.
In Boudewijnskerke hat sich ein Vliedberg erhalten.